# Pietro Antonio Trezzini
Pietro Antonio Trezzini (russisch Пьетро Антонио Трезини; * 26. September 1692 in Astano, Kanton Tessin; † nach 1760) war ein Schweizer Architekt des Barock in Sankt Petersburg.

## Leben
Pietro Trezzini, Sohn eines Baumeisters, lernte in Italien und arbeitete auf grossen Baustellen in Mailand unter der Leitung seines Vaters.
1726 ging Trezzini nach Sankt Petersburg, wo er zunächst für private Auftraggeber arbeitete. 1731–1732 führte er Stuck- und Steinarbeiten für das Gebäude der 12 Kollegien durch, das von Domenico Trezzini, mit dem er weitläufig verwandt war, und Leonard Theodor Schwertfeger geplant und gebaut wurde. 1735 erhielt er den Auftrag für den Wiederaufbau der ausgebrannten Isaakskathedrale. Am Ort der späteren Fürst-Wladimir-Kathedrale baute Trezzini mit Michail Grigorjewitsch Semzow 1740 bis 1747 die Uspenski-Kathedrale.
1742 wurde Trezzini Architekt der Sankt Petersburger Hauptpolizeimeisterkanzlei zur Überwachung der Privatbauten im Rahmen des städtischen Bebauungsplans. Auch war er mit dem Ausbau des Posthofs und der Zoll- und Hofpferdeställe beschäftigt. 1742 bis 1751 leitete Trezzini den Ausbau des Alexander-Newski-Klosters.
1743 übernahm Trezzini den Bau der Verklärungskathedrale nach den Plänen des gerade verstorbenen Semzow. 1745 wies ihn Kaiserin Elisabeth an, die Moskauer Uspenski-Kathedrale zum Vorbild zu nehmen, so dass nun  die erste Fünf-Kuppel-Kirche in Sankt Petersburg entstand. Der Bau wurde 1754 abgeschlossen. Die Kirche brannte 1825 aus und wurde durch Wassili Petrowitsch Stassow klassizistisch umgebaut.

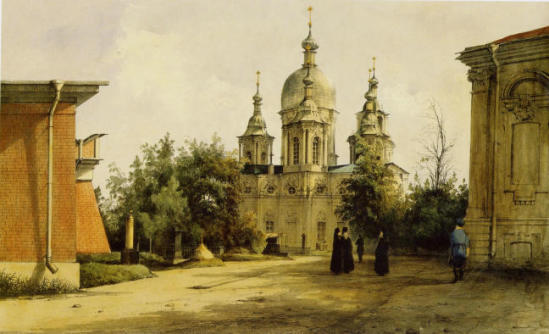
Sergius-Kloster am Meer, Strelna (Ferdinand Perrot)

1746 entwickelte Trezzini das Projekt zum Bau des Sergius-Klosters am Meer in Strelna als quadratischen Komplex mit der Fünf-Kuppel-Kathedrale im Zentrum mit Glockenturm und Wohngebäuden im Norden und Süden der Kathedrale. Der Bau erfolgte 1756–1760 durch Bartolomeo Francesco Rastrelli. Auch baute er zwei Häuser für die katholische St.-Katharina-Kirche.

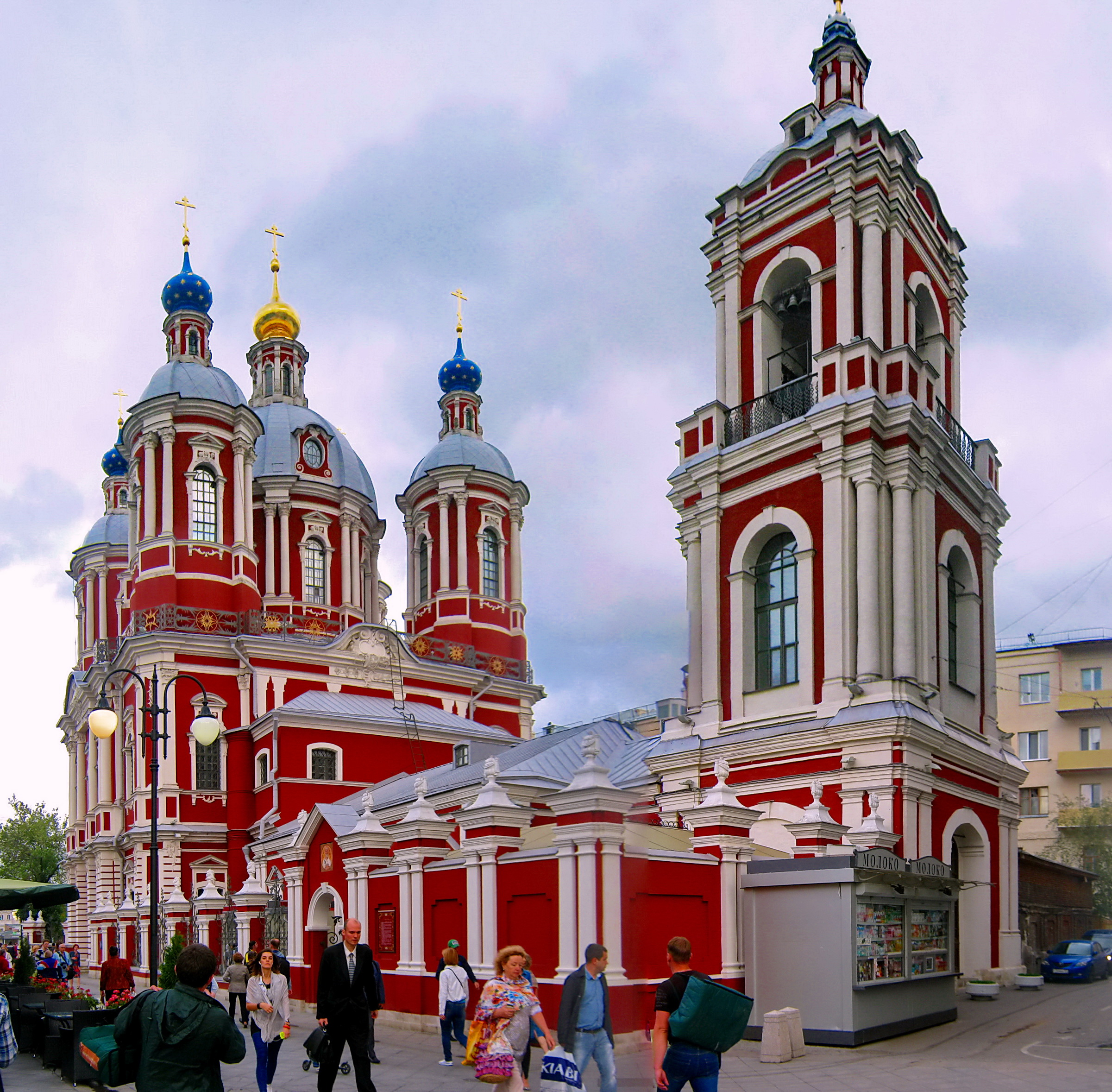
Clemenskirche, Moskau

Als Trezzinis Konkurrent Rastrelli erfolgreicher wurde und Kaiserin Elisabeth Trezzinis Forderungen nicht erfüllte, reiste Trezzini 1755 nach Italien zurück und arbeitete am Hof des Mailänder Herzogs. 1760 lebte Trezzini wieder in Sankt Petersburg. Er war nicht mehr im Staatsdienst und arbeitete für Privatauftraggeber. Auch wird ihm das Projekt des Baus der Moskauer Clemenskirche zugeschrieben, das Alexei Petrowitsch Jewlaschews Schüler Iwan Jakowlewitsch Jakowlew in den 1760er Jahren fertigstellte. Allerdings wurde auch Alexei Petrowitsch Jewlaschew als Autor dieses Projektes genannt.
Die heutige fünfkuppelige Wladimirskajakirche in St. Petersburg wurde zwischen 1761 und 1769 neben dem Wladimirskij-Markt errichtet. Das Design der Kirche, das häufig Pietro Antonio Trezzini zugeschrieben wird, bewegt sich auf der Grenze zwischen Barock und Neoklassizismus.